# Dariusz Adamus
Dariusz Adamus (ur. 13 stycznia 1957 w Kłodzku) – polski lekkoatleta, oszczepnik.
Uczestnik Igrzysk Olimpijskich w Moskwie w 1980 roku. Z wynikiem 76,82 odpadł w eliminacjach. W 1982 w Atenach na Mistrzostwach Europy także nie zakwalifikował się do finału (rzucił 76,06). Wielokrotny reprezentant Polski. Rekordy życiowe: 89,40 (22 września 1985 (stary model oszczepu) oraz 74,18 (12 września 1987). Bronił barw Chemika Kędzierzyn (1975–1978) oraz WKSu Śląsk Wrocław (od 1979 do końca kariery).
W latach 1980 i 1983 sięgał po mistrzostwo Polski. W 1981 zajął w mistrzostwach kraju 4. miejsce, dwukrotnie był 6. (1984, 1985), również dwukrotnie 8. (1982, 1988).